# PlanetMath
PlanetMath（プラネットマス）はユーザーが協力して作成するフリーの数学辞典ウェブサイト。人気の数学辞典サイトMathWorldが訴訟によって差し止められたことをきっかけに、2000年の秋から開設された。PlanetMath ではピアレビューと厳密性に重点をおき、教育に利用できるようなコンテンツをめざしている。各項目の分類は米国数学会（American Mathematical Society）の発行する数学科目分類（Mathematics Subject Classification）に準拠している。
ライセンスには クリエイティブ・コモンズ・ライセンス (CC-BY) を使用している。ウィキペディアなどとは異なり、各記事に責任者が存在し、それ以外のユーザが勝手にページを書き換えることはできない。ただし、サイト利用者はコメント機能を通して記事の責任者に意見を伝えることができるようになっている。なお、各ページは数学記号の使用を考慮してLaTeXで記述されており、コンテンツ管理には Noösphere という独自に開発されたソフトウェアを使用している。英語版ウィキペディアでは、PlanetMath の内容をウィキペディアに活用するプロジェクトがある。